# ルート225
『ルート225』（ルートにひゃくにじゅうご）は、藤野千夜の小説。及びそれをもとにした映画および漫画。

## ストーリー
14歳の少女エリ子は、一つ年下の弟のダイゴと家に帰る途中でおかしな世界に迷い込んでしまう。そこは現実と少しだけずれたパラレルワールド。微妙に違う風景、死んだはずの少女が現れ、家にはまだ温かいシチューがあるのに両親の姿はない。身に覚えのない仲直りをしている元親友。果たしてエリ子とダイゴは、両親のいる元の世界へ帰ることができるのだろうか。

## 小説
2002年1月、単行本が理論社より刊行された。2004年12月、文庫が新潮社より刊行された。新潮文庫版のカバー絵は志村貴子による。

## 映画
2006年3月11日よりシアターN渋谷にて公開された後、全国順次公開された。

### キャスト
- 田中エリ子：多部未華子
- 田中ダイゴ：岩田力
- 富山のオジサン：崔洋一
- 富山のオバサン：梅沢昌代
- エビヅカの父：田中要次
- エリ子の母：石田えり
- エリ子の父：嶋田久作
- マッチョ：石原裕太
- 大久保ちゃん：小南千明
- シマちゃん：枚田菜々子
- クマノイさん：市川春樹
- エビヅカ：小笠原翼

### スタッフ
- 監督：中村義洋
- 製作：佐々木史朗、石川富康、川島晴男
- プロデューサー：佐藤美由紀
- 協力プロデューサー：荒井真理子
- 原作：藤野千夜 『ルート225』（理論社／新潮文庫刊）
- 脚本：林民夫
- 撮影：小松高志
- 美術：林千奈
- 衣裳：宮本茉莉
- 編集：森下博昭
- 音楽：江藤直子
- 照明：松岡泰彦
- 録音：西岡正己
- 助監督：平林克理

## 漫画版
『月刊少年シリウス』にて、2007年から2008年にかけて連載。作者は文庫版のカバー絵を手がけた志村貴子で、原作者の要望により実現した。基本的なあらすじは同じだが細かい所（ラストなど）で構成や展開が異なる。

## その他
- 題名のルート225のルートとは、国道 (route) と平方根 (root) とをかけている。なお、実際の国道225号は、鹿児島県の薩摩半島を走っている。